# Médisme

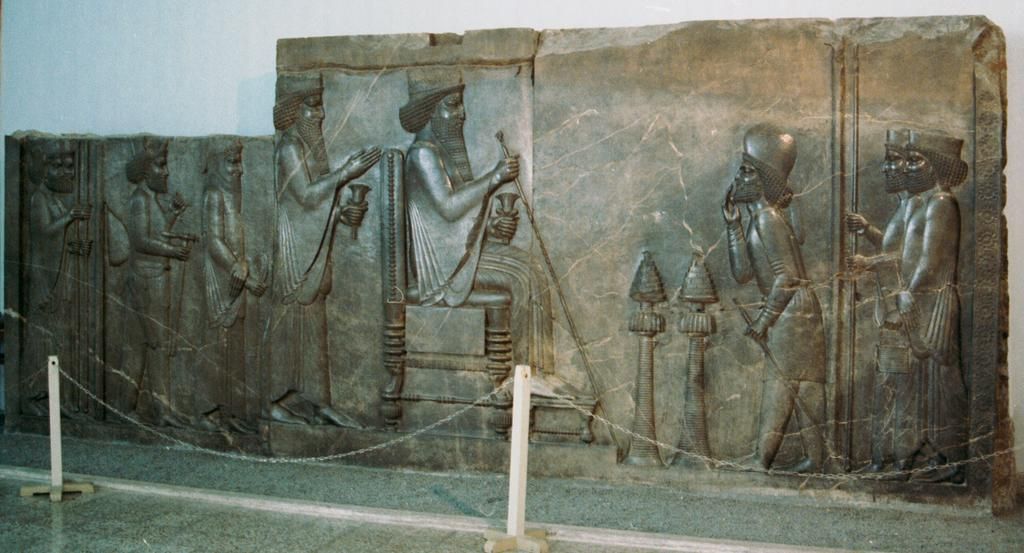
Proskynèse : les courtisans se prosternent devant le Grand Roi. Ce rite choquait les Grecs, les médisants durent pourtant s'y plier.

Dans la Grèce antique, le médisme (les médisants) désignait les Grecs (États ou personnes) qui étaient favorables à la Perse ou qui s'étaient soumis ou alliés au Grand Roi achéménide. En grec ancien, le verbe μηδίζω, « se ranger du côté des Mèdes », et le nom μηδισμός, mēdismós, « celui qui penche pour les Mèdes », sont tous deux dérivés de Μήδος, « Mède ». 

« Il sortait de Byzance vêtu à la perse ; il circulait en Thrace avec une escorte de Mèdes et d'Égyptiens ; sa table était servie à la mode mède, (...) il intriguait avec les barbares. »

— Thucydide décrivant le médisme de Pausanias.

## Premières alliances gréco-perses
L'histoire du médisme débute dès le règne de Cyrus le Grand, fondateur de l'empire perse au VIe siècle av. J.-C.. Lors de sa guerre contre Crésus, roi de Lydie qui avait assujetti les Grecs d'Asie mineure, nombre de ces derniers le rejoignirent. Milet, traditionnellement hostile aux Lydiens, fut une des premières à le rallier et elle bénéficiera du statut d'allié sans être annexée jusqu'à la révolte de l'Ionie. Déjà, des Grecs combattent d'autres Grecs sous la bannière perse.

## Médisme durant l'invasion perse
Au Ve siècle av. J.-C., à l'occasion des guerres médiques, les Grecs ne présentent pas de front uni face aux envahisseurs. De nombreuses cités se font la guerre depuis des générations et préfèrent le Perse à un voisin détesté. Ainsi Thèbes contre Athènes ou Argos contre Sparte. Certains, comme les Macédoniens ou les Ioniens d'Asie, sont ralliés de force.
Certains historiens américains, comme Peter Green ou David Graf, vont jusqu'à parler de collaboration grecque, en référence aux Français qui collaborèrent avec l'occupant allemand durant la seconde guerre mondiale,.
Au sein même des cités, des individus, des familles ou des groupes politiques passent du côté perse en livrant les leurs. Lors de la première guerre médique, deux riches citoyens d'Érétrie livrent la ville au Grand Roi en échange de donation de terre, permettant aux Perses d'incendier les sanctuaires et de réduire la population en esclavage. 
Les Pisistratides, famille qui régnait sur Athènes avant d'en être chassée par l'avènement de la démocratie en -510, se réfugièrent à la cour royale de Suse où ils conseillèrent les Perses dans l'espoir de revenir au pouvoir dans les bagages de leur armée. Même chose pour Démarate, roi déchu de Sparte en -491 qui conseille Xerxès à la bataille des Thermopyles en -480.
Plus étonnant, de nombreux chefs grecs des guerres médiques, héros de la résistance et du panhellénisme, se rallient au Grand Roi : Pausanias, régent de Sparte, commandant en chef des armées grecques durant la seconde guerre médique, glorieux vainqueur de la bataille de Platées, est accusé de médisme par sa cité et se réfugie auprès du souverain achéménide qui le comble d'honneurs et de cadeaux. Thémistocle, artisan du congrès de Corinthe qui vit la naissance d'une alliance de 31 cités contre les Perses, vainqueur lors de la bataille de Salamine, s'enfuit auprès d'Artaxerxès qui lui confia la gestion des cités ioniennes d'Asie mineure. 
L'accusation de médisme n'était pas toujours fondée et elle pouvait être un bon moyen de se débarrasser d'adversaires politiques dans des périodes où les médisants étaient considérés comme les pires des traîtres.

## Pendant les guerres entre Grecs
Pendant la guerre du Péloponnèse opposant la ligue de Délos à la ligue du Péloponnèse, les belligérants cherchèrent à s'attirer les faveurs perses. Plus tard, au Ve siècle av. J.-C., c'est Artaxerxès qui impose la « paix du roi » entre les différentes factions grecques, la Perse est alors perçue par les Grecs comme la puissance tutélaire évidente.
Cela n'empêche pas certains Grecs de considérer le médisme comme un crime capital. En -382, les Spartiates et leurs alliés condamnent à mort le chef thébain Isménias pour « avoir eu des relations avec les Barbares, s’être lié d’hospitalité avec le roi de Perse pour le malheur de la Grèce, et avoir accepté l’argent du roi ».

## Fin et héritage du phénomène
Le médisme ne cessa qu'avec la chute de l'empire perse face à Alexandre le Grand en -330, de nombreux mercenaires grecs combattaient au service de Darius III, pour l'argent bien sûr mais aussi parce qu'ils préféraient les Perses aux Macédoniens qui avaient mis fin à l'indépendance de leurs cités.
Alexandre lui-même, en adoptant des coutumes perses, en exigeant qu'on se prosterne devant lui comme un Grand Roi, en favorisant les mariages mixtes, fut accusé de médisme. Les royaumes hellénistiques qui lui succédèrent réalisèrent cette fusion héritée de l'attirance réciproque des cultures perses et grecques.